# آی‌ان‌اس تریکاند (اف۵۱)
آی‌ان‌اس تریکاند (اف۵۱) (به انگلیسی: INS Trikand (F51)) یک کشتی است. این کشتی در سال ۲۰۱۱ ساخته شد.